# HD 222155
HD 222155 är en ensam stjärna belägen i den norra delen av stjärnbilden Andromeda. Den har en skenbar magnitud av ca 7,1 och kräver åtminstone en stark handkikare eller ett mindre teleskop för att kunna observeras. Baserat på parallax enligt Gaia Data Release 2 på ca 19,7 mas, beräknas den befinna sig på ett avstånd på ca 165 ljusår (ca 51 parsek) från solen. Den rör sig närmare solen med en heliocentrisk radialhastighet på ca -44 km/s. En undersökning 2017 kunde inte bekräfta någon följeslagare till HD 222155.

## Egenskaper
HD 222155 är en gul till vit stjärna i huvudserien av spektralklass G0 V, som närmar sig slutet av dess tid i huvudserien. Den har en massa som är ca 1,2 solmassor, en radie som är ca 1,9 solradier och har ca 3,2 gånger solens utstrålning av energi från dess fotosfär vid en genomsnittlig effektiv temperatur av ca 5 700 K. Stjärnan är relativt uttömd på tunga element, med ca 80 procent av sol överskott, och har svaga men märkbara ultravioletta flares.

## Planetsystem
Baserat på mätning av radiell hastighet som gjorts 2007-2011 tillkännagavs upptäckten av en superjupiter, HD 222155 b, utanför den beboeliga zonen i maj 2012. Stjärnparametrarna och de planetariska parametrarna förfinades 2016.
| Planet | Massa         | Halv storaxel (AE) | Siderisk omloppstid (d) | Excentricitet | Inklination | Radie |
| ------ | ------------- | ------------------ | ----------------------- | ------------- | ----------- | ----- |
| b      | 2,12 ± 0,5 MJ | 5,221 ± 0,076      | 3 999 ± 541             | 0,16 ± 0,22   | -           | -     |